# Okrągłe (Wydminy)
Pour les articles homonymes, voir Okrągłe.
Okrągłe est un village polonais de la voïvodie de Varmie-Mazurie, dans le powiat de Giżycko.